# Antoine Craan
M. Antoine Craan (* 17. Januar 1931 in Port-au-Prince, Haiti; † 12. Januar 2010 ebenda) war ein haitianisch-kanadischer Fußballprofi.
Antoine Craan wurde in Port-au-Prince geboren; im Jahre 1955 zog er nach Montréal und spielte fortan für den Verein „Le Tricolore de Montréal“. Craan war einer der ersten beiden dunkelhäutigen Fußballprofis in der Provinz Québec. In den 1960er Jahren nahm er eine Tätigkeit im Fußballverband der Provinz auf, später arbeitete er hauptsächlich in der Schiedsrichter-Ausbildung.
In den 1980er Jahren fand Craan zum so genannten Raelismus und wurde später  zum Priester dieser Religion geweiht. Craan, ein siebenfacher Vater, lebte bis Mitte der 1990er Jahre in Montréal, bevor er in seine Heimat zurückkehrte um in leitender Position für den haitianischen Fußballverband zu arbeiten.  Er heiratete ein zweites Mal. Am 12. Januar 2010 wurde er beim großen Erdbeben von herabfallenden Trümmern in seinem Büro erschlagen. Auch seine Frau und seine Stieftochter Mihalove fielen dem Erdbeben zum Opfer, beerdigt wurden sie auf einem seinem Büro nahen Friedhof.